# Obiałka pędowa
Obiałka pędowa, obiałka kaukaska, także ochojnik jodłowy wschodni (Dreyfusia nordmannianae) – gatunek mszyc.

## Zasięg występowania i ekspansja
Rodzimym obszarem występowania obiałki pędowej jest Kaukaz, Góry Wschodnio-Pontyjskie i Krym. Występuje tam na świerku kaukaskim i na jodle kaukaskiej. Do Europy przybyła w połowie XIX wieku jako gatunek zawleczony wraz z sadzonkami jodły kaukaskiej. Szybko się tu rozprzestrzeniła. Do Polski przybyła od południa, ze Słowacji i Czech. Zawleczona została także do Ameryki Północnej. W 1843 r. podano jej występowanie na Śląsku Opolskim (to stanowisko nie jest pewne, może chodzić o inny gatunek obiałki), w okresie międzywojennym w Karkonoszach i w niewielkiej ilości w okolicach Warszawy i Łodzi. W 1959 r. występowała w Zakopanem, a w latach 70. praktycznie już w całym zasięgu jodły w Polsce. Obecnie jest pospolita w całym kraju. Rozprzestrzenia się biernie – jej jaja i larwy są przenoszone przez wiatr, a także wraz z sadzonkami jodły.

## Budowa ciała i biologia
Jest to ciemnobrunatna mszyca o długości ok. 1,5 mm. W rejonie, z którego pochodzi, jest gatunkiem dwudomowym z pełnym, typowym dla mszyc cyklem rozwojowym. Latem samice składają jaja między igłami świerka kaukaskiego. W sierpniu wylęgają się larwy, które przezimowują przyssane przy pączku. Wczesną wiosną zaczynają wysysać igły. Po miesiącu osiągają dojrzałość płciową i składają po kilkaset jaj. Po trzech tygodniach z jaj wylęgają się nowe larwy, które przenoszą się na nowe igły. Ich nakłucia powodują powstawanie szyszkowatych wyrośli. Wewnątrz tych wyrośli żerują, a potem przeobrażają się w uskrzydlone imago.

## Cykl rozwojowy w Polsce
W Europie rozwój jest uproszczony do pokolenia dzieworodnego, a mszyca żeruje wyłącznie na jodle pospolitej. W Polsce obiałka pędowa zimuje przyssana do kory strzał, gałęzi i pędów jodły. Kończy diapauzę około połowy marca, żeruje i przechodzi kilka wylinek, na początku kwietnia osiągając dojrzałość płciową. Wytwarza woskową wydzielinę, która okrywa ją gęstą, białawą nibywatą. Około 9 dni po ostatniej wylince zaczyna składać jaja, które gęstym skupiskiem otaczają całe jej ciało.
Z jaj tej samej samicy lęgną się dwa rodzaje larw różniące się morfologią, przebiegiem dalszego rozwoju oraz miejscem żerowania i jego skutkami.
- Są to larwy należące do pokolenia zwanego sistens oraz progrediens. Larwy sistens przemieszczają się po pędzie jodły i przysysają, szczególnie gęsto u nasady szpilek i pączków. Zapadają w letnią diapauzę trwającą aż do jesieni[3].
- Larwy pokolenia progrediens skupiają się wokół młodych pączków i, gdy tylko pojawią się młode szpilki, natychmiast je obsiadają, przysysając się wzdłuż białych pasków na dolnej stronie szpilki. Są tam dobrze widoczne w postaci licznych, drobnych, ciemnych punktów. Czasami liczba larw na jednej igle dochodzi do kilkudziesięciu[3].

Po drugiej wylince larwy progrediens różnicują się na dwie postacie: nieliczną grupę uskrzydloną progrediens alata (sexupara) i dużo liczniejszą grupę nieuskrzydloną progrediens aptera. Osiągają dojrzałość płciową w czerwcu. Wytwarzają wówczas gęstą watowatą osłonę, pod którą dzieworodnie składają jaja. Wylęgają się z nich larwy sistens. Na początku jesieni występują już wyłącznie larwy sistens, które późną jesienia przechodzą wylinkę i zapadają w diapauzę.

## Szkodliwość, profilaktyka, zwalczanie
W Polsce obiałka pędowa jest gatunkiem obcym i szkodnikiem. Wysysając tkanki igieł, powoduje uszkodzenie aparatu asymilacyjnego i zahamowanie wzrostu drzew. Skutkiem jej żerowania jest obumieranie koron i gałęzi drzew oraz powstawanie form krzewiastych. Nie tylko powoduje to ogólne osłabienie drzew, ale ułatwia innym szkodnikom zasiedlanie i wtórne dobijanie drzew. Atakuje jodły w każdym wieku, poczynając od sadzonek w szkółkach. Szczególnie duże jej ilości notuje się na terenach przemysłowych.
Profilaktyka polega na zapewnieniu jodłom odpowiednich warunków rozwoju. Zaleca się stosować rębnie częściowe, zwłaszcza gniazdowe i przerębowe, gdyż stwarzają one najmniej korzystne warunki rozwoju temu szkodnikowi. Przed założeniem szkółki z sadzonkami jodeł należy z okolicy usunąć wszystkie jodły, na których ta mszyca występuje. Młodniki w lesie należy przecinać, by nie dopuścić do zbyt dużego ich zagęszczenia, które sprzyja ekspansji obiałki. Można ją zwalczać mechanicznie przez wycinkę opanowanych przez nią jodeł. Można też zastosować zwalczanie chemiczne polegające na dwukrotnym (wiosną i jesienią) oprysku sadzonek czy drzew insektycydami.